# 早田健二
早田 健二（はやた けんじ、1987年5月26日 - ）は、ジャパンラグビーリーグワン九州電力キューデンヴォルテクスに所属するラグビー選手。

## プロフィール
- 福岡県出身[1]。
- ポジションはウィング(WTB)、センター(CTB)。
- 身長 175 cm、体重 81 kg
- ニックネームはけんじ、はやた。
- 影響を受けた人物は元木由記雄。

## 略歴
りんどうヤングラガーズでラグビーを始めた。
2006年、大分舞鶴高校卒業後、早稲田大学に入学した。なお大分舞鶴高校時代、高校日本代表に選ばれ、第29回高校東西対抗試合に西軍で出場した。
2009年、早稲田大学ラグビー蹴球部主将に就任した。
2010年、早稲田大学卒業後、九州電力キューデンヴォルテクスに加入。同年9月4日に行われたトップキュウシュウ第1節のJR九州サンダース戦に先発出場で公式戦初出場を果たす。